# Sick (film)
Sick è un film del 2022 diretto da John Hyams.
La pellicola è un horror statunitense sceneggiato da Kevin Williamson e Katelyn Crabb.
Durante il confinamento del 2020 per il COVID-19, due amiche si rifugiano in un cottage presso un lago. La permanenza si trasforma in incubo quando vengono raggiunte da un killer mascherato. 

## Trama
Nell'aprile del 2020, nel pieno della pandemia di COVID-19, lo studente universitario Tyler Murphy viene aggredito e ucciso nella sua stanza del dormitorio da un aggressore mascherato, dopo aver ricevuto SMS anonimi.
Due amiche, Parker Mason e Miri Woodlow, decidono di trascorrere la quarantena insieme nella casa isolata sul lago della famiglia di Parker (pubblicando incautamente il racconto del loro viaggio su Instagram). Al suo arrivo, Parker inizia a ricevere strani SMS da un numero sconosciuto. Più tardi, la raggiunge DJ (spasimante di Parker). La ragazza non lo asseconda ma gli permette di trascorrere lì la notte. 
Un intruso mascherato, aggirandosi per il cottage, sottrae i cellulari a tutti mentre dormono. DJ e Parker si svegliano quando l'alto volume di una musica giunge dal piano inferiore. DJ chiede a Parker di uscire ed aspettarlo in auto mentre lui si occupa dello sconosciuto. Ma Parker vede quest’ultimo assalire l'amica Miri che sta ancora dormendo e riesce a salvarla. DJ affronta l'aggressore mascherato, il quale ha tuttavia la meglio, e lo trucida davanti alle ragazze. Le due tentano di fuggire in auto ma sono costrette a fermarsi per via degli pneumatici tagliati.
Tornate in casa, Parker e Miri si rifugiano in soffitta, dove vengono raggiunte: Miri viene scaraventata dal tetto e Parker affronta l'aggressore in cucina, riuscendo ad averne la meglio, immobilizzandolo a terra, fracassargli la testa. Ben presto però, si avvede che gli aggressori sono due.
Parker soccorre Miri che ha una gamba fratturata e cerca di attirare il secondo malintenzionato verso il lago. Ferita a una mano, Parker riesce a raggiungere la casa del vicino, il sig. Lyons, il quale viene rapidamente ucciso dal suo inseguitore. Miri intanto si trascina in casa dove si stecca la gamba con mezzi di fortuna. Il primo intruso si riprende e la aggredisce, ma la ragazza, con freddezza, lo uccide. Parker raggiunge una strada e si avvicina a un'auto in sosta. La donna alla guida la fa salire, ma la stordisce riportandola a casa. La donna, di nome Pamela, è la moglie di Jason, il secondo aggressore ed è la madre del primo, Jeb. Pamela e Jason sono anche i genitori di Benji, un ragazzo che ha baciato Parker ad una festa ed è in seguito morto, contagiato dal COVID-19: la famiglia è risalita ai responsabili del contagio, vendicandosi prima contro Tyler e ora contro Parker. Sottopongono la ragazza ad un test antigenico che risulta positivo.
Miri tenta di contattare la polizia tramite un computer portatile, ma Jason nota il Wi-Fi in comunicazione e distrugge il router. Mentre Jason esce per cercare Miri (in realtà nascosta in casa), Pamela minaccia Parker. Miri si avvicina furtivamente alle spalle della donna e la colpisce alla testa, prima che Parker la spinga fuori da una finestra. Jason torna e sale al primo piano per cercare le ragazze, che lo scaraventano però oltre la ringhiera: cadendo rimane ucciso, infilzato nelle corna di un trofeo di caccia.
Parker e Miri si dirigono a un vicino fienile, dove trovano un trattore col quale fuggire. Mentre cercano il gasolio, Parker viene assalita da Pamela ancora viva. Nella colluttazione, Pamela viene cosparsa di carburante e Miri le dà fuoco. La donna corre fuori avvolta dalle fiamme, accasciandosi, infine, sulla strada. La polizia arriva mentre le due amiche guardano Pamela bruciare.

## Produzione
Il film è stato girato nel 2021 in Utah per Miramax e Blumhouse, con regia di John Hyams e sceneggiatura di Kevin Williamson e Katelyn Crabb. Le riprese principali furono girate in una casa presso un lago, ricreando un ambiente claustrofobico ideale per un film del genere slasher.

## Distribuzione
È stato distribuito in prima mondiale al Toronto International Film Festival, sezione Midnight Madness, l'11 settembre 2022.
Dal 13 gennaio 2023 negli Stati Uniti è stato distribuito in streaming dalla Peacock.

## Accoglienza
Il film ha ottenuto giudizi "generalmente favorevoli" con elogi in particolare per l'originale uso in un horror del tema della pandemia, come metafora del male.